# جان دافيس
جان دافيس (بالإنجليزية: Jan Davis)‏ (و. 1953  م) هي رائدة فضاء، ومهندسة، من الولايات المتحدة، ولدت في كوكاو بيتش.

## التعليم
تعلمت في جامعة أوبرن، ومعهد جورجيا التقني، وجامعة ألاباما في هنتسفيل.

## مناصب وهيئات
أدارت ناسا.